# Hieracium glaucinum
Hieracium glaucinum es una especie de planta con flor del género Hieracium, de la familia Asteraceae, orden Asterales.

## Distribución
Hieracium glaucinum se distribuye por Albania, Austria, Bélgica, Bulgaria, Córcega, Checoslovaquia, Dinamarca, España, Francia, Alemania, Gran Bretaña, Hungría, Italia, Países Bajos, Polonia, Rumania, Suecia, Suiza, Turquía y Yugoslavia.

## Taxonomía
Fue descrita científicamente por Jord.
Tratamiento taxonómico
La especie aparece registrada y publicada en Index Seminum (DIJON, Divionensis).